# Radijs
De radijs (Raphanus sativus subsp. sativus) is een plant uit de kruisbloemenfamilie (Cruciferae oftewel Brassicaceae).

## Gebruik

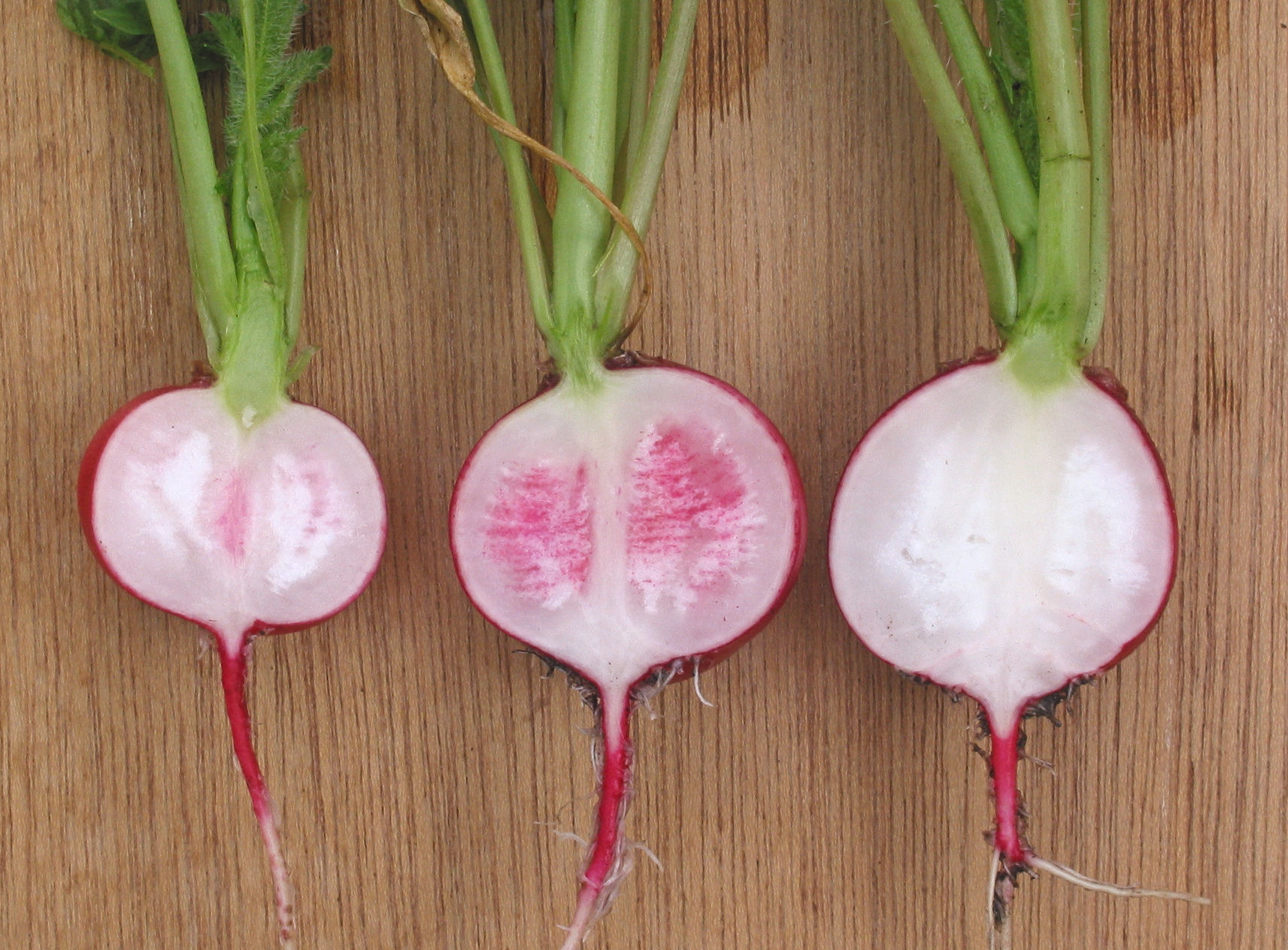
Voze radijsjes

Het eetbare deel van de plant, een bol met wit vlees, is een deel van de gezwollen ondergrondse stengel net boven de wortel (radix, een opgezwollen hypocotyl). De schil heeft verschillende kleuren. De rode kleur is het bekendst, maar er zijn ook rassen met een witte en rood-witte tint.
De bol van de radijs wordt meestal rauw gegeten, eventueel gedoopt in zout. Bij het ouder worden gaat de radijs een stengel vormen en gaat vanaf dat moment in kwaliteit achteruit. Het scherpe, peperachtige van de smaak kan worden verzacht door de rode buitenkant af te pellen. Radijs kan makkelijk voos (sponzig) worden als gevolg van wateronttrekking door de verdampende bladeren. Er zijn echter rassen die weinig gevoelig zijn voor het voos worden. Als de knol is gevormd en er in één keer te veel water gegeven wordt, kunnen de knollen gemakkelijk gaan barsten.
Anno 2019 wordt in Nederland 80% van de radijs verpakt in zakjes van 125 gram tot zakken van 10 kg. Dit komt de smaak ten goede, omdat het loof wordt verwijderd. De radijs blijft langer vers/ tot wel 14 dagen. 

## Zaaien
Radijs kan van december tot september worden gezaaid. Van december tot half maart wordt er onder glas en daarna in de volle grond gezaaid. Niet dikker zaaien dan 300 tot 400 zaden per m².
Bij vroeg zaaien duurt de teelt enkele maanden en bij zaaien in maart ongeveer zes weken, terwijl in de zomer dit drie tot vier weken is.

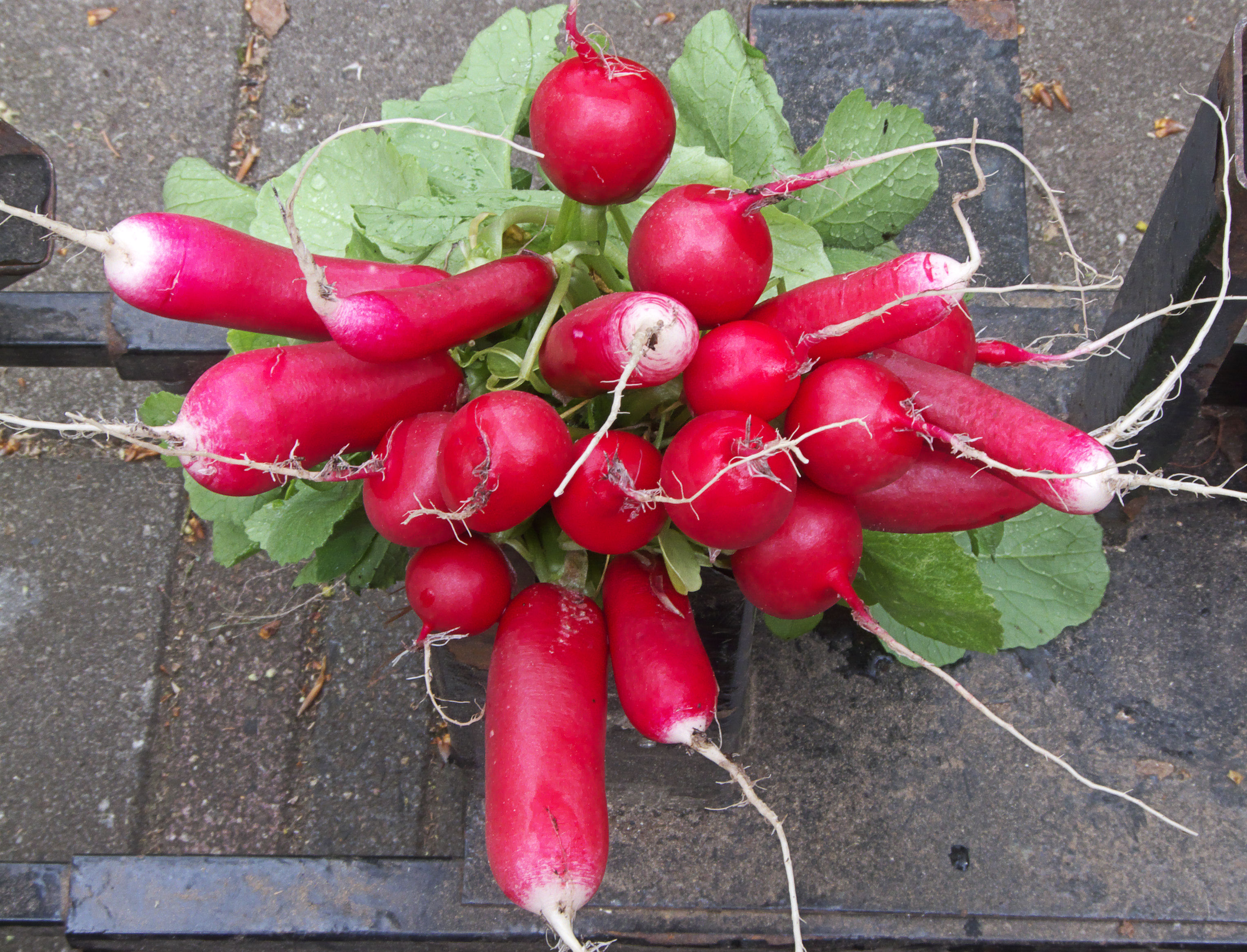
Halflange rode witpunt en ronde rode radijs

## Voedingswaarde
100 gram verse radijs bevat:
- 14 kJ energie
- 2 g koolhydraten
- 1 g eiwit
- 0,2 g vet
- 30 mg calcium
- 2 mg ijzer
- 0,05 mg B1
- 0,03 mg B2
- 20 mg C

## Rassen
- Cherry Belle alleen voor buiten
- Ronde helderrode alleen voor onder glas
- Ronde Rode Broei voor onder glas en buiten
- Ronde Rode Broei en Vollegronds voor onder glas en buiten
- Rota voor onder glas en buiten
- Halflange rode witpunt

## Aantastingen
De radijs kan in de zomer worden aangetast door de maden van de kleine koolvlieg. De maden vreten bruinkleurige gangen in de knol. Met insectengaas kan deze aantasting worden voorkomen.
Zwarte vlekken op de knol worden veroorzaakt door de schimmel valse meeldauw, in de volksmond en ook door tuinders het "wit" genoemd (Peronospora parasitica). Dit treedt vooral op in de herfst.

## Daikon

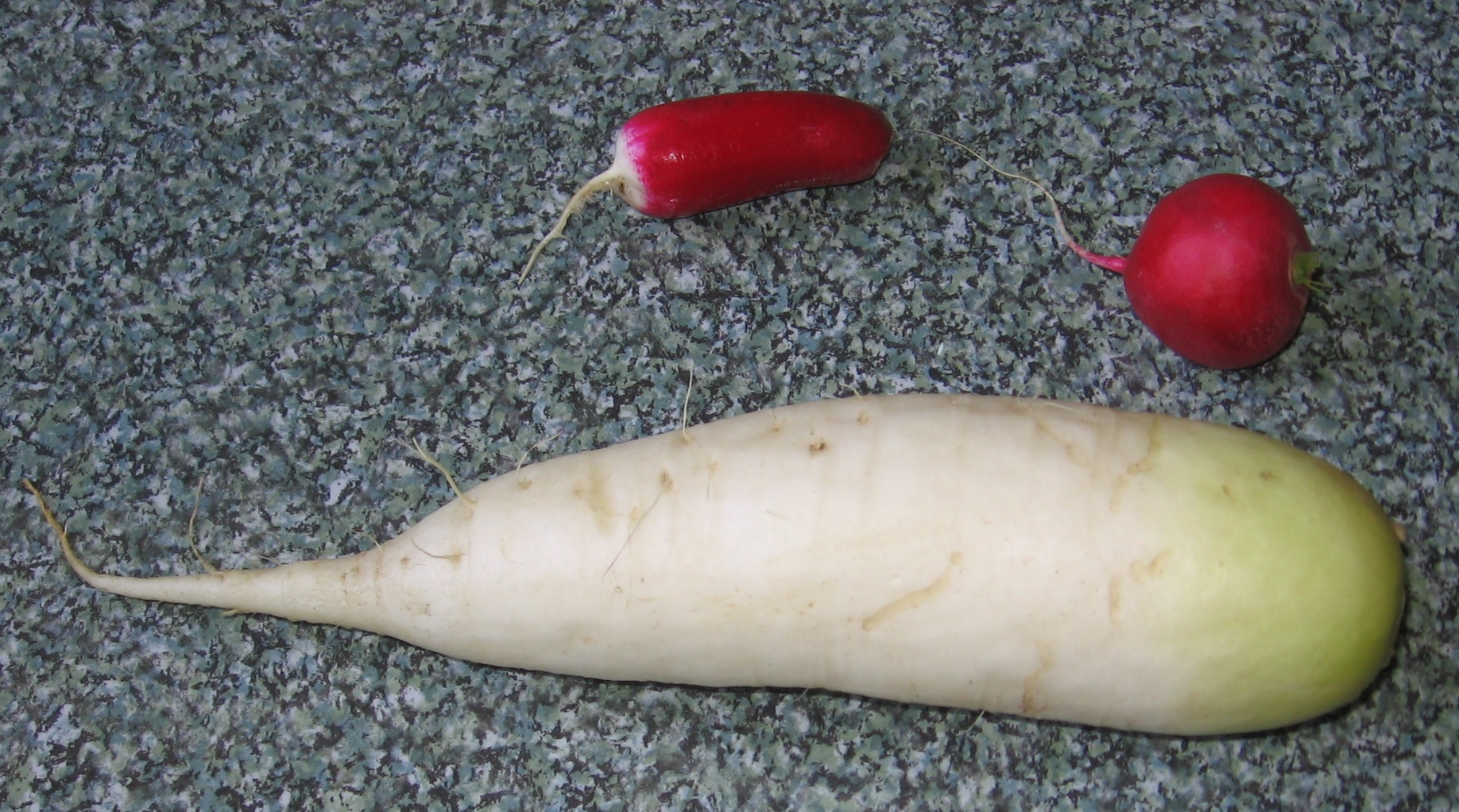
Daikon (onder)

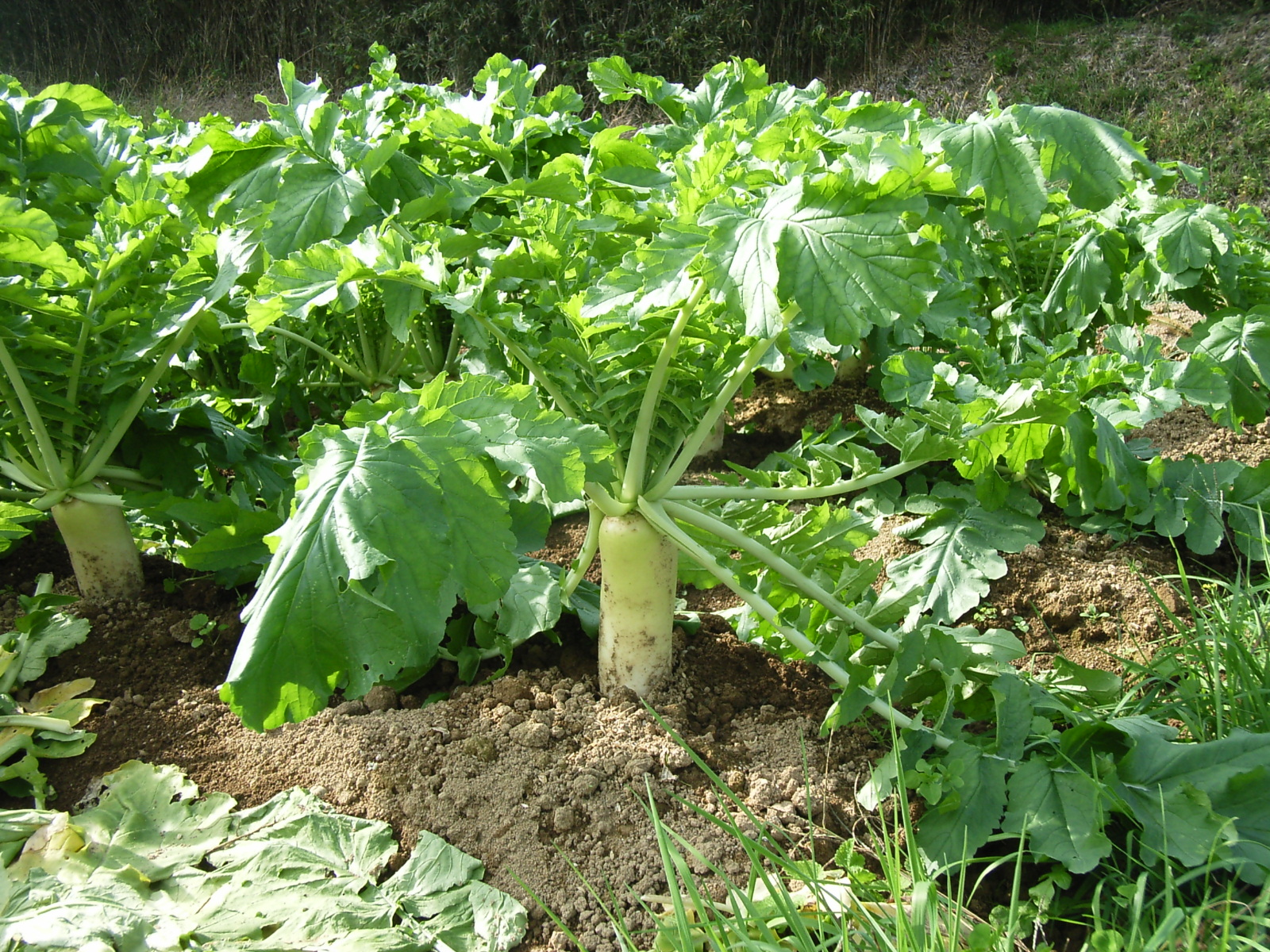
Daikon

De Japanse reuze witte radijs (Raphanus sativus var. longipinnatus) wordt daikon genoemd. Deze radijs is behalve in Japan ook in supermarkten in Korea en de V.S. beschikbaar. In Nederland is daikon te koop in de meeste toko's, of in Japanse speciaalzaken. De gebruikelijkste variëteit is wortelvormig, zo'n 30 cm lang en 10 cm breed. Botanisch gezien bestaat de daikon uit het opgezwollen hypocotyl en de opgezwollen wortel. In Korea wordt de daikon gebruikt voor het bereiden van bijvoorbeeld ggakdugi.
Daikonkers is het jonge groen van een bepaalde variant van tuinradijs (Raphanus sativus). Het wordt in de Oosterse keuken verwerkt in salades en als garnering. Het heeft een pittige en peperachtige geur en lijkt wel iets op tuinkers.